# Gonomyia (Leiponeura) melanacantha
Gonomyia (Leiponeura) melanacantha is een tweevleugelige uit de familie steltmuggen (Limoniidae). De soort komt voor in het Neotropisch gebied.